# Reinhard Minkewitz
Reinhard Minkewitz (* 18. Dezember 1957 in Magdeburg) ist ein deutscher Zeichner, Maler und Graphiker. Er lebt und arbeitet in Leipzig.

## Leben
Seine Kindheit und Schulzeit bis zum Abitur verlebte Reinhard Minkewitz in Berlin. Von 1979 bis 1984 absolvierte er ein Studium an der Hochschule für Grafik und Buchkunst Leipzig, das er mit dem Diplom abschloss. Von 1984 bis 1986 erhielt er ein Förderstipendium der Städtischen Bühnen Leipzig, von 1987 bis 1989 besuchte er die Schule von Gerhard Kettner in Dresden, dessen Meisterschüler er war. 1986 und 1989 wurde Reinhard Minkewitz Preisträger bei den „100 ausgewählten Grafiken“.
Minkewitz hatte in der DDR und im Ausland eine bedeutende Zahl von Einzelausstellungen und Ausstellungsbeteiligungen, u. a. 1987/1988 an der X. Kunstausstellung der DDR in Dresden.
1990 bis 1996 übernahm er eine Lehrtätigkeit für figürliche Zeichnung und Aktzeichnung im Fachbereich Malerei/Grafik an der Hochschule für Grafik und Buchkunst Leipzig, die er 1994 durch einen Arbeitsaufenthalt am Goethe-Institut Manchester und der Universität Lancaster („German Artist in Residence“) unterbrach. 1996 erhielt er den Grafikpreis der Dresdner Bank bei den „100 sächsischen Grafiken“ in Chemnitz.
Seit 1997 ist Reinhard Minkewitz als freischaffender Künstler in Leipzig tätig. Er war einer der Gründer des Vereins Leipziger Jahresausstellung.

## Werk
Reinhard Minkewitz versteht sich selbst als figürlichen Zeichner. Aus dieser Grundhaltung heraus pflegt er die Tradition der künstlerischen Druckgraphik, aber auch großformatige Malerei. Daneben entstehen immer wieder Buchobjekte, Plastiken, Keramik und auch Porzellan (z. B. für die Porzellanmanufaktur Meißen, Pfeiffer 2000).

### Aufrecht stehen
Im Jahr 2007 begann Minkewitz im Auftrag des Schriftstellers Erich Loest mit dem Bildprojekt Aufrecht stehen. Die Arbeit ist von Erich Loest als Antwort zu Werner Tübkes Bild Arbeiterklasse und Intelligenz gedacht. Mit Aufrecht stehen wird an Menschen erinnert, deren z. T. verhängnisvolle, von politischen Repressionen gezeichneten Lebenswege sich im Zeitraum 1946 bis Anfang der 1960er Jahre mit der Universität Leipzig verknüpften: Herbert Belter, Siegfried Schmutzler, Werner Ihmels, Wolfgang Natonek, Ernst Bloch, Hans Mayer sowie Erich Loest. Für Reinhard Minkewitz als Nachgeborenen bilden vor allem die freiheitlich-demokratischen Grundwerte dieser Männer den geistigen Hintergrund für seine Malerei.
Der erste Zwischenentwurf Aufrecht stehen wurde im Mai 2007 im Galerie Hotel Leipziger Hof vorgestellt, Seit 2011 ist es in der Ausstellung im einstigen Wohnhaus von Erich Loest in Mittweida zu sehen. Ein zweiter, größerer Entwurf wurde im September 2010 in der Medienstiftung der Sparkasse Leipzig übergeben, dieser Entwurf befindet sich nun auf dem Mediencampus Leipzig. Beide Entwürfe sind Vorstudien.
Die dritte Fassung, das eigentliche, mehr als neun Meter breite und 2,60 Meter hohe Gemälde, wurde am 30. März 2015 im Hörsaalgebäude der Universität enthüllt. Es ist eine Leihgabe der Stiftung Friedliche Revolution.

## Werkstandorte
Minkewitz’ Arbeiten, Zeichnungen und Grafiken sind in zahlreichen Museen in Deutschland und im Ausland vertreten, darunter im:
- Lindenau-Museum Altenburg
- Kupferstichkabinett in Berlin
- Stadtmuseum Borna
- Neue Sächsische Galerie in Chemnitz
- Kupferstichkabinett Dresden
- Staatliche Kunstsammlungen Dresden
- Kunstfonds in der Galerie Neue Meister in Dresden
- Sächsische Landesbibliothek in Dresden
- Hamburger Kunsthalle
- Peter Scott Galerie in der Sammlung der Lancaster University
- Grassimuseum für angewandte Kunst in Leipzig
- Museum der bildenden Künste Leipzig
- Deutsches Buch- und Schriftmuseum der Deutschen
Nationalbibliothek in Leipzig
- Krochhochhaus in Leipzig[7]
- Stadtgeschichtliches Museum Leipzig
- Kunsthalle der Sparkasse in Leipzig
- Universität Leipzig
- Akademie der Wissenschaften und der Literatur in Mainz
- Klingspor-Museum in Offenbach
- Getty-Museum in Santa Monica
- Museum Beelden aan Zee, Skulpturen am Meer in Scheveningen